# 小行星12750
小行星12750（12750 Berthollet）是一颗绕太阳运转的小行星，为主小行星带小行星。该小行星于1993年2月18日发现。

## 轨道参数
小行星12750的轨道半长轴为2.5816486 UA，离心率为0.047。